# Iglesia de San Santiago Apóstol (Airo)
La iglesia de San Santiago Apóstol es un templo católico ubicado en la localidad de Airo, comuna de General Lagos, Región de Arica y Parinacota, Chile. Construida en el siglo xx, fue declarada monumento nacional de Chile, en la categoría de monumento histórico, mediante el Decreto n.º 294, del 7 de noviembre de 2016.

## Historia
Fue construida en los primeros años del siglo xx.

## Descripción
De estilo barroco andino, está construido con muros en mampostería de piedra con mortero de barro y techumbre de madera. La torre se encuentra exenta, y presenta un cuerpo, campanario y cubierta piramidal de piedra canteada. Al interior se encuentra un retablo de retícula colonial, ornamentado en piedra y con columnas lisas.